# (2171) Киев
(2171) Киев (лат. Kiev) — типичный астероид главного пояса, который был открыт 28 августа 1973 года советской женщиной-астрономом Тамарой Смирновой в Крымской астрофизической обсерватории и назван в честь города Киева, нынешней столицы Украины (на то время столицы УССР), по случаю его 1500-летнего юбилея.

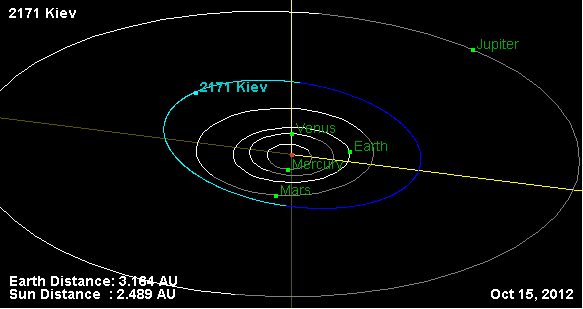
Орбита астероида Киев и его положение в Солнечной системе